# Dyschoriste nummulifolia
Dyschoriste nummulifolia är en akantusväxtart som beskrevs av Emilio Chiovenda. Dyschoriste nummulifolia ingår i släktet Dyschoriste och familjen akantusväxter. Inga underarter finns listade i Catalogue of Life.